# Stockholm Open 2021
Stockholm Open 2021 byl tenisový turnaj pořádaný jako součást mužského okruhu ATP Tour, který se hrál na krytých dvorcích s tvrdým povrchem v aréně Kungliga tennishallen. Probíhal mezi 7. až 13. listopadem 2021 ve švédské metropoli Stockholmu jako padesátý druhý ročník turnaje. V sezóně 2020 se nekonal pro koronavirovou pandemii.
Turnaj s celkovým rozpočtem 711 275 eur patřil do kategorie ATP Tour 250. Nejvýše nasazeným hráčem ve dvouhře se stal devátý tenista světa Jannik Sinner z Itálie, kterého ve druhém kole vyřadil Skot Andy Murray. Jako poslední přímý účastník do hlavní singlové soutěže nastoupil 90. hráč žebříčku, Němec Peter Gojowczyk.
Premiérové turnajové vítězství na okruhu ATP Tour vybojoval  24letý Američan Tommy Paul. Čtyřhru ovládl mexicko-argentinský pár Santiago González a Andrés Molteni, jehož členové získali po triumfu na Astana Open 2021 druhou společnou trofej.

## Rozdělení bodů a finančních odměn

### Rozdělení bodů
| Soutěž  | Soutěž | vítězové | finalisté | semifinalisté | čtvrtfinalisté | 16 v kole | 32 v kole | Q  | Q2 | Q1 |
| ------- | ------ | -------- | --------- | ------------- | -------------- | --------- | --------- | -- | -- | -- |
| dvouhra | [ 1 ]  | 250      | 150       | 90            | 45             | 20        | 0         | 12 | 6  | 0  |
| čtyřhra | [ 4 ]  | 250      | 150       | 90            | 45             | 0         | —         | —  | —  | —  |

### Finanční odměny
| Soutěž                              | Soutěž      | vítězové | finalisté | semifinalisté | čtvrtfinalisté | 16 v kole | 32 v kole | Q2      | Q1      |
| ----------------------------------- | ----------- | -------- | --------- | ------------- | -------------- | --------- | --------- | ------- | ------- |
| dvouhra                             | [ 1 ] [ 5 ] | 98 030 € | 57 595 €  | 33 950 €      | 19 400 €       | 11 230 €  | 6 565 €   | 3 202 € | 1 665 € |
| čtyřhra                             | [ 4 ]       | 33 760 € | 18 190 €  | 10 330 €      | 5 900 €        | 3 470 €   | —         | —       | —       |
| částka ve čtyřhře je uvedena na pár |             |          |           |               |                |           |           |         |         |

## Dvouhra

### Nasazení hráčů
| Země                             | Hráč                  | ATP | Nasazení |
| -------------------------------- | --------------------- | --- | -------- |
| Itálie                           | Jannik Sinner         | 9.  | 1.       |
| Kanada                           | Félix Auger-Aliassime | 11. | 2.       |
| Kanada                           | Denis Shapovalov      | 19. | 3.       |
| Spojené království               | Dan Evans             | 24. | 4.       |
| USA                              | Taylor Fritz          | 26. | 5.       |
| Kazachstán                       | Alexandr Bublik       | 36. | 6.       |
| Maďarsko                         | Márton Fucsovics      | 40. | 7.       |
| USA                              | Frances Tiafoe        | 41. | 8.       |
| Žebříček ATP k 1. listopadu 2021 |                       |     |          |

### Jiné formy účasti na turnaji
Následující hráči obdrželi divokou kartu do hlavní soutěže:
- Leo Borg
- Andy Murray
- Elias Ymer

Následující hráči postoupili z kvalifikace:
- Viktor Durasovic
- Denis Istomin
- Pavel Kotov
- Andrea Vavassori

Následující hráč postoupil z kvalifikace jako šťastní poražení:
- Egor Gerasimov
- Jozef Kovalík
- Nino Serdarušić

### Odhlášení
před začátkem turnaje
- Nikoloz Basilašvili → nahradil jej  Tommy Paul
- Alex de Minaur → nahradil jej  Adrian Mannarino
- Grigor Dimitrov → nahradil jej  Arthur Rinderknech
- Cristian Garín → nahradil jej  Taylor Fritz
- Ugo Humbert → nahradil jej  Alejandro Davidovich Fokina
- Hubert Hurkacz → nahradil jej  Jegor Gerasimov
- Aslan Karacev → nahradil jej  Nino Serdarušić
- Gaël Monfils → nahradil jej  Márton Fucsovics
- Cameron Norrie → nahradil jej  Peter Gojowczyk
- Casper Ruud → nahradil jej  Mackenzie McDonald
- Diego Schwartzman → nahradil jej  Frances Tiafoe
- Lorenzo Sonego → nahradil jej  Jozef Kovalík
- Alexander Zverev → nahradil jej  Emil Ruusuvuori

## Čtyřhra

### Nasazení párů
| Země                                                                         | Hráč            | Země               | Hráč            | ATP | Nasazení |
| ---------------------------------------------------------------------------- | --------------- | ------------------ | --------------- | --- | -------- |
| Chorvatsko                                                                   | Ivan Dodig      | Brazílie           | Marcelo Melo    | 35. | 1.       |
| Německo                                                                      | Tim Pütz        | Nový Zéland        | Michael Venus   | 41. | 2.       |
| Spojené království                                                           | Ken Skupski     | Spojené království | Neal Skupski    | 76. | 3.       |
| Kazachstán                                                                   | Alexandr Bublik | Kazachstán         | Andrej Golubjev | 79. | 4.       |
| Žebříček ATP k 1. listopadu 2021; číslo je součtem postavení obou členů páru |                 |                    |                 |     |          |

### Jiné formy účasti
Následující páry obdržely divokou kartu do hlavní soutěže:
- Markus Eriksson /  Elias Ymer
- André Göransson /  Robert Lindstedt

Následující páry nastoupily z pozice náhradníků:
- Karl Friberg /  Mohamed Safwat
- Simon Freund /  Nino Serdarušić

### Odhlášení
před začátkem turnaje
- Marcelo Arévalo /  Santiago González → nahradili je  Santiago González /  Andrés Molteni
- Simone Bolelli /  Máximo González → nahradili je  Tomislav Brkić /  Nikola Ćaćić
- Rohan Bopanna /  Denis Shapovalov → nahradili je  Ariel Behar /  Gonzalo Escobar
- Sander Gillé /  Joran Vliegen → nahradili je  Emil Ruusuvuori /  Botic van de Zandschulp
- Wesley Koolhof /  Jean-Julien Rojer → nahradili je  Ajsám Kúreší /  Jean-Julien Rojer
- Raven Klaasen /  Ben McLachlan → nahradili je  Fabrice Martin /  Hugo Nys
- Kevin Krawietz /  Horia Tecău → nahradili je  Pedro Martínez /  Andrea Vavassori
- Jamie Murray /  Bruno Soares → nahradili je  Taylor Fritz /  Tommy Paul
- John Peers /  Filip Polášek → nahradili je  Karl Friberg /  Mohamed Safwat
- Tim Pütz /  Michael Venus → nahradili je  Simon Freund /  Nino Serdarušić

## Přehled finále

### Mužská dvouhra
- Tommy Paul vs.  Denis Shapovalov, 6–4, 2–6, 6–4

### Mužská čtyřhra
- Santiago González /  Andrés Molteni vs.  Ajsám Kúreší /  Jean-Julien Rojer 6–2, 6–2